# Еурофор
Еурофор (енгл. European Rapid Operational Force, EUROFOR) је била мултинационална војна јединица сачињена од војски Француске, Италије, Шпаније и Португалије. Имао је стално особље које је оспособљено за вођење операција, као и мање јединице за брзе акције. 
Еурофор је основан 1995. године, које одговара Западноевропској унији, са циљем извођења хуманитарних и мировних мисија. Са спајањем неких делова Западноевропске уније у Европску унију, Еурофор је великим делом био део Европске безбедносне и сигурносне политике.

Еурофор је престао да постоји 2. јула 2012. године.

## Мисије
Еурофор је био укључен у две мисије, у Албанији и Републици Македонији:
- Мисија у Албанији, под окривљем НАТО-а, је трајала за време сукоба на Косову 1999, при помоћи албанским избеглицама.
- Мисија у Македонији, под окривљем Европске уније, са мисијом помоћи власти око одржања мира. Мисија се службено завршила 15. децембра 2004.